# سيدني جيمس
سيدني جيمس (بالإنجليزية: Sidney James)‏ هو لاعب كرة قدم بريطاني (وحمل سابقاً جنسية المملكة المتحدة لبريطانيا العظمى وأيرلندا) في مركز الدفاع، ولد في 1891 في شفيلد في المملكة المتحدة، وتوفي في 9 أبريل 1917. لعب مع نادي هارتلبول يونايتد وهدرسفيلد تاون.